# Organisation territoriale de la République arabe sahraouie démocratique
Préambule.
Le Front Polisario revendique le Sahara occidental (ex-« Sahara espagnol ») dans son intégralité, tout comme le Maroc, qui administre la majorité de ce territoire disputé.
L'organisation territoriale de la République arabe sahraouie démocratique ou RASD (dont le siège se trouve à Rabouni, dans la région de Tindouf, en Algérie), telle qu'elle est prévue par le Front Polisario pour le Sahara occidental majoritairement sous contrôle du Maroc, repose sur une subdivision du territoire en trois niveaux :
- les wilayat (provinces), sing. wilaya ;
- les dawair (communes), sing. daïra ;
- les baladiyat (arrondissements), sing. baladiya.

Celle des camps de réfugiés sahraouis administrés par le Front Polisario, en Algérie, en découle ; les wilayat correspondant aux camps et les dawair à leurs quartiers.

## Définition officielle
Les bases de la subdivision territoriale sont ainsi définies dans l'article 16 de la dernière Constitution de la RASD (1999) : 
« Le territoire national est divisé administrativement en wilayat (provinces) et dawair (communes), subdivisées en baladiat (arrondissements). Leurs attributions politiques et administratives sont définies par une loi. »

## Découpage administratif des camps de Tindouf

Les camps des environs de Tindouf. Dakhla est hors carte, au sud-est.

Le territoire des camps de réfugiés sahraouis aux alentours de la ville de Tindouf est organisé en 5 wilayat/camps, portant le nom de localités situées dans la partie du Sahara occidental sous contrôle du Maroc (El Ayoun, Smara, Dakhla, Aousserd et plus récemment Boujdour).
Ces wilayat regroupent 25 dawair/quartiers :
- wilaya d’El Ayoun : dawair de Dchera, d'Amgala, de Guelta, de Bucraa, de Hagunia et de Daora ;
- wilaya de Smara : dawair de Farsia, d'Edcheidiria, de Hausa, de Bir Lehlu, de Mahbes et de Tifariti ;
- wilaya de Dakhla : dawair d'Aïn Lbaida, de Glaibat Lfula, de Bojador, d'Um Draiga et d'Aargub ;
- wilaya d’Aousserd : dawair de Zug, d'Agueni, de Tichla, de Guera, de Bir Ganduz, de Mivek et d'Yraifia.

Chaque quartier est composé de rangées d'environ 60 tentes, à raison d'une famille (khaïma) par tente.